# Andrew Simpkins
Pour les articles homonymes, voir Simpkins.
Andrew Simpkins, né à Richmond (Indiana) le 29 avril 1932 et mort à Culver City le 2 juin 1999, est un contrebassiste de jazz américain.

## Biographie
Né à Richmond dans l'Indiana, il se fait connaître comme membre du groupe The Three Sounds, avec lequel il se produit de 1956 à 1968. Ensuite, jusqu'en 1974, il est membre de l'orchestre de George Shearing, et de 1979 à 1989, tourne avec la chanteuse Sarah Vaughan. Pendant et après cette période, au cours de laquelle il s'installe à Los Angeles, il devient célèbre en tant que contrebassiste et réputé comme un musicien de studio de confiance.
Il enregistre, entre autres, avec les chanteuses Carmen McRae et Anita O'Day, les instrumentistes Gerald Wiggins, Monty Alexander, Buddy DeFranco, Don Menza (en) ou encore Stéphane Grappelli.
On lui doit aussi trois albums solo et il a également joué de la basse acoustique sur l'album de reprises de 1997 In a Metal Mood: No More Mr. Nice Guy de Pat Boone.
Il meurt d'un cancer de l'estomac à Culver City en 1999.

## Discographie
Avec The Three Sounds
- 1958 : Introducing the 3 Sounds
- 1958 : Branching Out avec Nat Adderley
- 1959 : Bottoms Up!
- 1959 : LD + 3 avec Lou Donaldson
- 1959 : Good Deal
- 1960 : Moods
- 1960 : Feelin's Good
- 1960 : Here We Come
- 1960 : It Just Got to Be
- 1960 : Blue Hour avec Stanley Turrentine
- 1961 : Hey There
- 1961 : Babe's Blues
- 1962 : Out of This World
- 1962 : Black Orchid
- 1959/62 : Standards released 1998
- 1962 : Blue Genes
- 1962 : Anita O'Day & the Three Sounds avec Anita O'Day
- 1963 : The Three Sounds Play Jazz on Broadway
- 1963 : Some Like It Modern
- 1964 : Live at the Living Room
- 1964 : Three Moods
- 1965 : Beautiful Friendship
- 1966 : Today's Sounds
- 1966 : Vibrations
- 1967 : Live at the Lighthouse
- 1968 : Coldwater Flat
- 1968 : Elegant Soul

Avec Pat Boone
- 1997 : In a Metal Mood: No More Mr. Nice Guy

Avec Kenny Burrell
- 1974 : Up the Street, 'Round the Corner, Down the Block (Fantasy)
- 1980 : Heritage (AudioSource)

Avec Benny Carter
- 1989 : My Kind of Trouble (Pablo)

Avec Natalie Cole
- 1991 : Unforgettable... with Love (Elektra)

Avec Teddy Edwards
- 1992 : Blue Saxophone (Verve/Gitanes)

Avec Victor Feldman
- 1961 : Merry Olde Soul (Riverside)

Avec Lalo Schifrin
- 1982 : Ins and Outs (Palo Alto)

Avec George Shearing et Stéphane Grappelli
- 1976 : The Reunion (MPS)

Avec Robert Palmer
- 1992 : Ridin' High (EMI)

Avec Joe Williams et George Shearing
- 1971 : The Heart and Soul of Joe Williams and George Shearing (Sheba)

Avec Sarah Vaughan
- 1979 : The Duke Ellington Songbook, Vol. 1 (Pablo)
- 1979 : Copacabana (Pablo)
- 1981 : Send In the Clowns (Pablo)
- 1982 : Crazy and Mixed Up (Pablo)
- 1982 : Gershwin Live! (Columbia)